# Хюе
Хюе (в'єт. Huế) — місто центрального підпорядкування у центральній частині В'єтнаму. На півночі межує з провінцією Куангчі, на півдні — з провінціями Куангнам і Дананг, на заході — з Лаосом, зі сходу омивається водами Південно-Китайського моря.

## Історія
У 1970-х роках цей регіон називався Біньчітх'єн і включав території провінцій Тхиатх'єн-Хюе і Куангчі. Потім їх розділили. Відтоді і до недавніх змін адміністративно Тхиатх'єн-Хюе поділялося на одне провінційне місто Хюе — адміністративний центр провінції, одне повітове місто Хионгтхюї (Hương Thủy) і сім повітів.
У 2024 році Національні збори В'єтнаму проголосували і прийняли резолюцію про створення міста Хюе як муніципалітету прямого управління на основі всієї провінції Тхиатх'єн-Хюе. У той же час колишнє провінційне місто Хюе було поділено на два нові райони: округ Фусуан та округ Тхуанхоа. Муніципалітет Хюе офіційно вступив у дію у 2025 році.

## Економіка

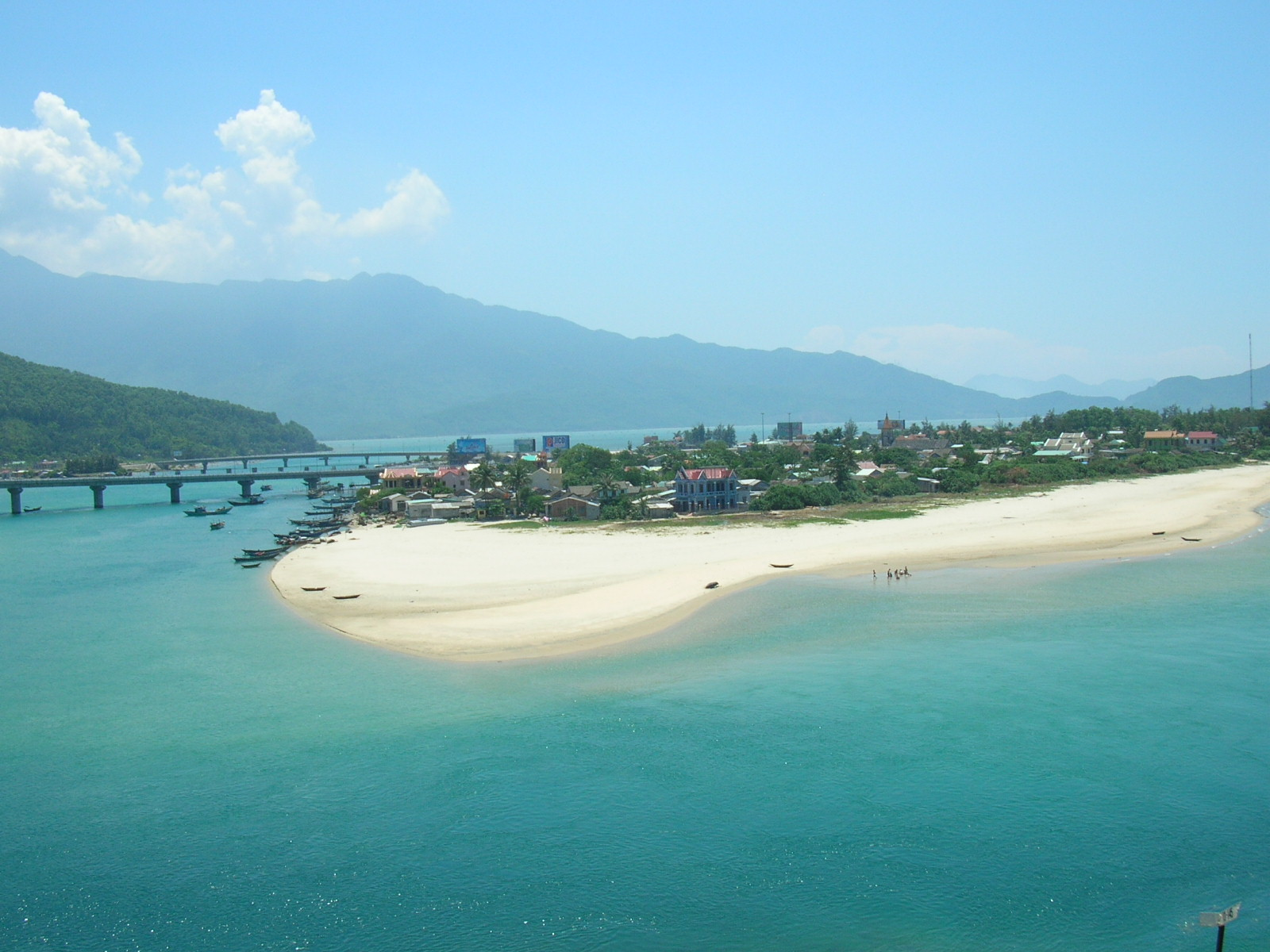
Пляж Лангко у повіті Фулок знаходиться поблизу кордону з Данангом

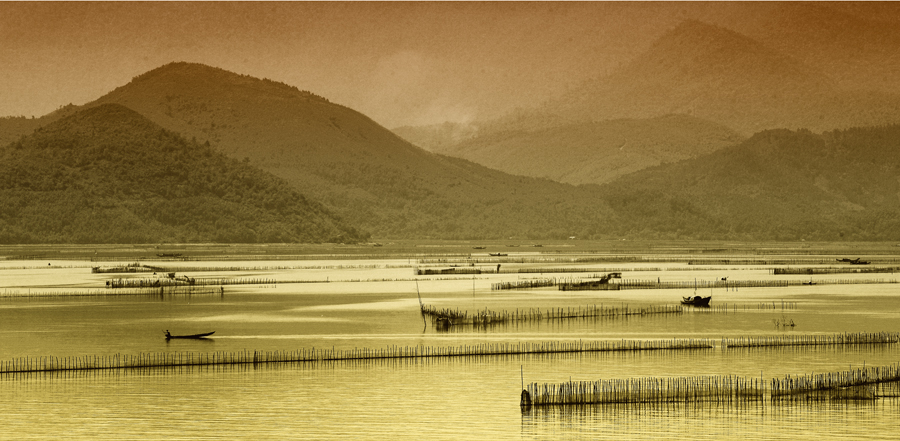
Лагуна Тамзянг (Phá Tam Giang), повіт Куангдьєн

Основа економіки — туризм, вирощування рису і рибна промисловість. Міжнародний аеропорт Фубай знаходиться в Хюе. Через провінцію проходить федеральна автотраса A1 і залізниця. Є два морських порти: Тхуанан і Чанмай.
Морська берегова лінія має довжину близько 128 км, сумарна площа лагун доходить до 22 000 га. На південному сході провінції знаходиться національний парк Батьма. Від Лаосу провінцію відділяють гори Чионгшон.

## Адміністративний поділ
Нині адміністративно Хюе поділяється на:
- округи
  - Фусуан (Phú Xuân)
  - Тхуанхоа (Thuận Hóa)
- містечка
  - Хионгтхюї (Hương Thủy)
  - Хионгча (Hương Trà)
  - Фонгдьєн (Phong Điền)
- повіти
  - Алиой (A Lưới)
  - Фулок (Phú Lộc)
  - Фуванг (Phú Vang)
  - Куангдьєн (Quảng Điền)

## Населення
У 2009 році населення провінції становило 1 087 420 осіб (перепис), з них 537 293 (49,41 %) чоловіки і 550 127 (50,49 %) жінки, 696 308 (64,03 %) сільські жителі і 391 112 (35,97 %) жителі міст.
Національній склад населення (за даними перепису 2009 року): в'єтнамці 1 040 069 осіб (95,65 %), кату 29 558 осіб (2,72 %), таой 14 629 осіб (1,35 %), інші 3 164 особи (0,29 %).